# Władimir Biełokurow
Władimir Wiaczesławowicz Biełokurow (ros. Влади́мир Вячесла́вович Белоку́ров; ur. 25 czerwca?/8 lipca 1904 w miejscowości Niżnyj Usłon, zm. 28 stycznia 1973 w Moskwie) – radziecki aktor filmowy. Zasłużony Artysta RFSRR (1938), Ludowy Artysta RFSRR (1954), Ludowy Artysta ZSRR (1965).
Uczył się w gimnazjum w Kazaniu, w 1918 ukończył studia na wydziale teatralnym Wyższego Instytutu Edukacji Narodowej w Kazaniu. Pracował w teatrze w Kazaniu, w 1920 wstąpił do gubernialnego kazańskiego studia dramatycznego przy Wielkim Teatrze Dramatycznym, a od 1924 pracował w teatrze w Moskwie. Od 1936 do końca życia pracował we MChacie, jednocześnie od 1934 do 1948 był pedagogiem GITIS-u (od 1946 jako profesor). Od 1932 występował w filmach. Pochowany na Cmentarzu Nowodziewiczym w Moskwie.

## Wybrana filmografia
- 1941: Szalony lotnik jako Walerij Czkałow
- 1947: Nauczycielka wiejska
- 1951: Bieliński jako Barsukow
- 1957: Daleka droga jako Patkin
- 1960: Tygrysy na pokładzie

## Nagrody i odznaczenia
- Nagroda Stalinowska I klasy (1951)
- Order Czerwonego Sztandaru Pracy (dwukrotnie, 1948 i 1964)
- Medal „Za ofiarną pracę w Wielkiej Wojnie Ojczyźnianej 1941–1945”] (1946)
- Medal 800-lecia Moskwy (1948)